# Tolvignet

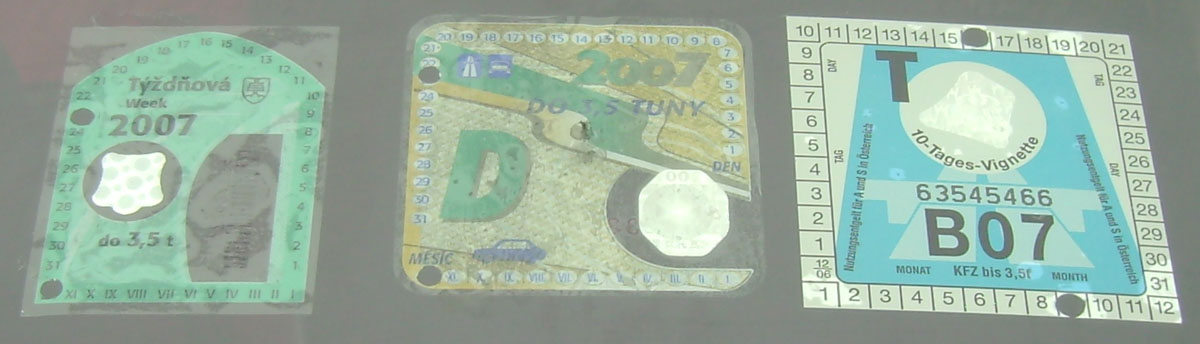
Snelwegvignetten voor Slowakije, Tsjechië en Oostenrijk

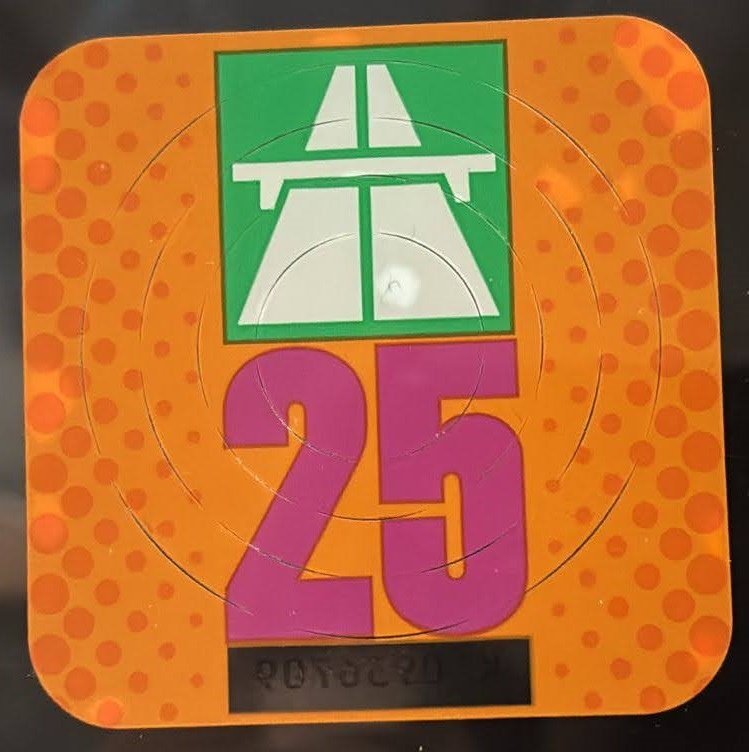
Vignet voor Zwitserland in 2025

Een tolvignet (of tolwegvignet) is een plaatje dat in een motorvoertuig zichtbaar moet zijn afgebeeld als bewijs dat er voor het voertuig wegenbelasting is betaald.
De belasting moet in sommige landen worden betaald voor het gebruik van een bepaalde tijd van autosnelwegen. Vignetten kunnen ook elektronisch zijn zoals het Toll Collect vignet in Duitsland. Met dit soort vignet betaal je per gereden kilometer.

## Verschillende vignetten
- Oostenrijks vignet (voor motoren, auto's, vrachtwagens en bussen, op alle A- en S-wegen)
- Toll Collect (elektronisch in Duitsland, enkel voor vrachtwagens)
- Eurovignet (in de Benelux, Denemarken en Zweden, enkel voor vrachtwagens)
- Zwitsers vignet (voor motoren, auto's, vrachtwagens, bussen en aanhangers op nagenoeg alle autosnelwegen)
- Rovigneta (Roemenië)
- In Hongarije voor alle snelwegen, digitaal beschikbaar. Controle gebeurt aan de hand van kentekenplaatherkenning.
- Het geplande Belgische wegenvignet zal geen fysiek vignet zijn. Controle zal gebeuren aan de hand van kentekenplaatherkenning.
- Tsjechisch vignet (voor auto's, vrachtwagens en bussen)[1]
- Slowaaks vignet[2]
- Sloveens vignet (voor motoren, auto's, vrachtwagens en bussen)[3]